# Douaire

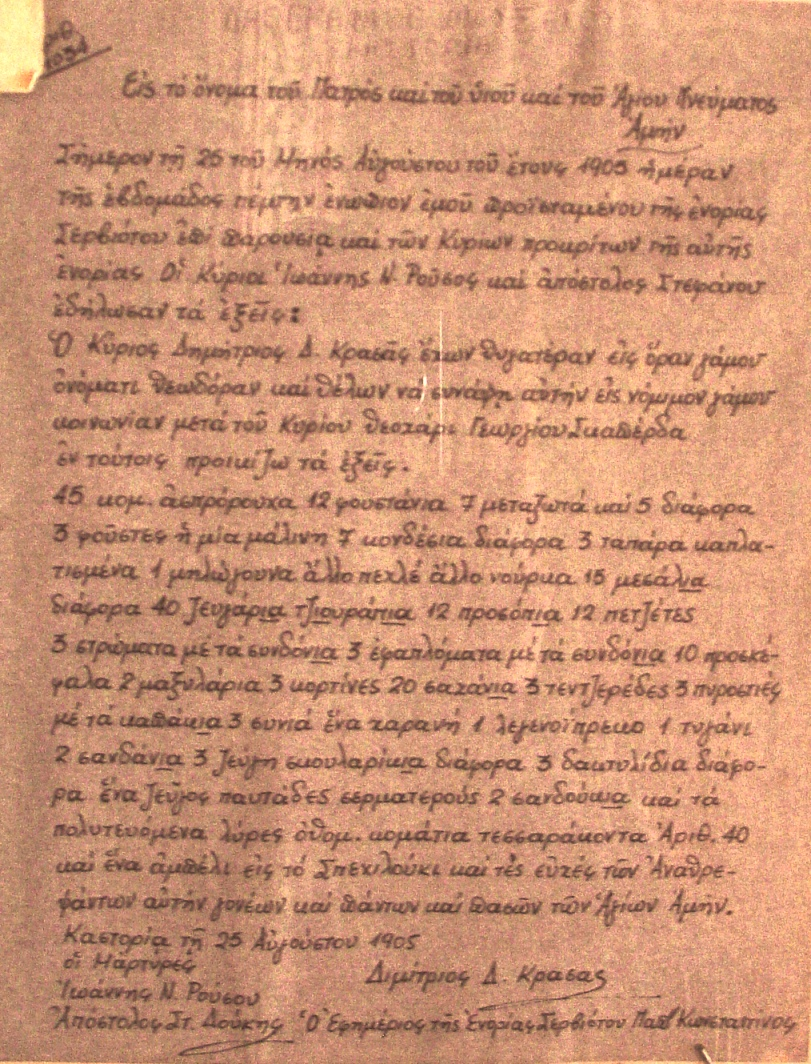
Douaire signé avant un mariage à Kastoria, Grèce (1905).

Le douaire, soit coutumier soit préfix (ou conventionnel), est un terme de droit ancien désignant la portion de biens que le mari réserve à son épouse dans le cas où celle-ci lui survivrait. La bénéficiaire est dite douairière. Le douaire est un élément fondamental du droit des gens mariés sous l'Ancien Régime.
Le terme douaire est aujourd'hui toujours utilisé en anthropologie de la parenté pour désigner les biens donnés lors d'une alliance par le mari à son épouse.

## Droit français

### Douaire coutumier
Il s'agit de l'usufruit attribué, par les coutumes, à la veuve, sur les biens de son mari défunt. Il trouve son origine dans les coutumes des peuples germaniques et non dans le droit romain.
C'est le roi Philippe-Auguste qui, en 1214, établit le douaire légal, en ordonnant que la veuve reçoive  la moitié de ce que l'homme avait. Le douaire conventionnel (celui dont les parties sont convenues par contrat de mariage), existait, lui, depuis longtemps. Henri  II, roi d'Angleterre, établit la même chose, sauf qu'il fixa le douaire à la jouissance du tiers des biens. En réalité les textes ne remplacèrent pas les coutumes présentes dans certaines provinces de ces deux pays.
Le douaire n'est pas une donation, qui est une libéralité faite à quelqu'un sans y être obligé ; il s'agit, pour le douaire, de  l'obligation que prend un homme en épousant une femme  de pourvoir à sa subsistance, même s'il meurt avant elle. Par contrat l'homme peut préciser ce qu'il laisse (préfix), sinon la coutume s'applique.
La condition principale du douaire est qu'il doit y avoir eu mariage. Suivant les provinces le douaire s'applique à toutes les femmes mariées mais, dans certaines provinces (par exemple en Saintonge), seulement aux femmes nobles, les roturières n'en bénéficiant pas.
La quotité du douaire varie suivant les provinces entre le tiers et la moitié des biens propres du mari, il peut varier également suivant la nature des biens. Le douaire ne porte pas également sur les biens suivant les provenances : dans le cas le plus fréquent  (Paris par exemple) il s'agit des biens possédés au moment du mariage, augmentés de ceux reçus par legs ou successions au cours du mariage.
Dès lors que le mari meurt et que la femme lui survit le douaire est ouvert. La jouissance des héritages et autres immeubles  devient commune entre la femme douairière, et les héritiers du mari, auxquels en appartient le surplus. Cela suppose une évaluation des biens et de leur revenu, estimation faite  par les parties, ou, si elles ne sont pas d'accord, par des experts qu'elles choisissent.
Une femme peut être privée de son douaire. La principale cause est celle d'adultère. Il faut, pour cela, que la faute ait été déclarée par sentence du juge, sur la plainte intentée  par son mari.
L'usufruit de la douairière s'éteint par sa mort naturelle ou civile (par exemple bannissement hors du royaume).

### Le douaire des enfants
Le douaire des enfants n'existe que dans quelques provinces (Paris, Chartres...). Dans la coutume de ces provinces, le douaire des enfants consiste dans la propriété des mêmes biens dont la femme a l'usufruit. Le douaire des enfants et celui de la femme sont en fait un seul et même douaire, dont la femme a l'usufruit, et les enfants ont la propriété.

### Douaire préfix
Le douaire préfix, c’est-à-dire celui qui est stipulé par contrat de mariage, présente certains avantages sur le douaire coutumier :
- Le douaire coutumier ne peut avoir lieu que si le mari possède des immeubles propres. Dans le cas contraire, la veuve n’aura rien à espérer. Le douaire préfix se prend (sauf stipulation expresse du contrat de mariage) sur tous les biens meubles et immeubles, propres et acquêts du mari ;
- L’hypothèque du douaire préfix prend naissance au jour du contrat de mariage tandis que celle du coutumier n’est acquise que du jour de la célébration du mariage. La femme prime ainsi les créanciers envers lesquels le mari s’est obligé dans l’intervalle de ces deux dates ;
- La douairière coutumière est tenue de payer les charges foncières et les réparations usufructuaires.

La femme jouissant d’un douaire préfix constitué en deniers ou en rente n’est tenue de rien ;
- Le douaire préfix est très souple, il peut être l’objet de toutes sortes de modalités.

Le douaire préfix est une clause de style que l’on rencontre dans presque tous les contrats de mariage. Les stipulations utilisées sont au nombre de deux :
- Tantôt il s’agit d’une rente à servir à la future épouse ;
- Tantôt il s’agit d’une somme en deniers comptants une fois payée. Il ne faut pas se méprendre sur l’expression « une fois payée ». À moins de stipulation contraire, il ne s’agit encore que d’un usufruit.

La clause de douaire la plus courante est rédigée de la manière suivante : « Le futur époux a doué et doue la future épouse de … livres une fois payées (ou encore : de … livres de rente)  de douaire préfix à prendre sur tous les biens présents et à venir du futur époux, et dont elle jouira sitôt qu’il aura lieu, sans être obligée d’en faire demande en justice. Le fonds duquel douaire, sur le pied du denier 20, sera propre aux enfants du mariage.»
Il est facile de constater l’importance du montant du douaire par rapport à la fortune du futur époux. Les quotités les plus utilisées (moitié, tiers, trois-quarts) se rapprochent sensiblement de la règle coutumière.
Le douaire trouve son origine dans la dot, mais, alors que la dot est une pleine propriété, le douaire est l'usufruit des biens ou d'une portion des biens de l'époux décédé.

### La suppression du douaire
Le douaire a été abrogé en 1804, par le Code civil, qui énonce à l'article 1390 "les époux ne peuvent plus stipuler d'une manière générale que leur association sera réglée par l'une des coutumes, lois et statuts locaux qui régissaient ci-devant les diverses parties du territoire et qui sont abrogées par le présent code". Cette suppression entraîne des difficultés financières pour les veuves. En 1849 il y eut une proposition tendant à permettre à l'époux survivant de réclamer des "aliments à la succession" . Mais le projet n'aboutit pas. Un dispositif est mis en place par la loi du 9 mars 1891 (modifiant l'article 767 du code) "si le défunt ne laisse aucun parent au degré successible le conjoint survivant succède à la pleine propriété de ses biens. Si, au contraire il laisse des héritiers le conjoint recueille l'usufruit d'une partie des biens : un quart de la succession s'il n'y a que des enfants nés de mariage." 

## Droit québécois
Le douaire était une institution du Code civil du Bas-Canada, en vigueur entre 1866 et 1993, mais il n'a pas été conservé lors de l'entrée en vigueur du Code civil du Québec en janvier 1994. 

L'article 2216 C.c.B.c. prévoyait notamment que : 

« Le droit au douaire coutumier légal n'est conservé, que par l'enregistrement de l'acte de célébration du mariage avec une description des immeubles alors assujettis au douaire.
Quant aux immeubles qui subséquemment pourraient échoir au mari et devenir sujets au douaire coutumier, le droit au douaire sur ces immeubles n'a d'effet que du jour de l'enregistrement d'une déclaration à cet effet, indiquant la date du mariage, le nom des époux, la description de l'immeuble, la charge du douaire, et comment l'immeuble y est devenu sujet.
Les enregistrements mentionnés dans cet article se font par dépôt. »

Bien que le Code civil du Québec ne mentionne pas le concept traditionnel de douaire, il prévoit dans ses règles de dévolution légale que lorsqu'un défunt décède sans testament, le conjoint marié doit obligatoirement recevoir un tiers de la succession et les descendants les deux autres tiers (art. 666 C.c.Q.). S'il décède avec un testament, rien ne l'oblige à léguer quoi que ce soit à son épouse, en raison de la liberté de tester, mais l'épouse peut néanmoins bénéficier de la survie de l'obligation alimentaire en réclamant l'équivalent de douze mois d'aliments (art. 688 C.c.Q.) et elle va aussi bénéficier du partage du patrimoine familial (art. 416 C.c.Q) et du partage de la société d'acquêts (465-484 C.c.Q.) le cas échéant.

## Dans d'autres cultures
Le droit musulman possède un terme comparable, le mahr, avec cependant quelques différences dans sa définition juridique, puisqu'il s'agit d'un don (généralement monétaire) remis au moment du mariage par le mari à son épouse.[réf. souhaitée]